# 콜레페로
콜레페로(이탈리아어: Colleferro)는 이탈리아 라치오주 로마현에 위치한 코무네다.

## 주요 관광지
콜레페로에는 다음 교회가 있다.
- 산타 바바라
- 무결점 교회
- 산 브루노 교회
- 성 요아킴 교회
- 산타바바라 사원
- 성 베네딕트 교회
- 세인트 앤 사원

## 경제

### 농업
이 지역은 늘 농업에 종사하였다.
사코 계곡(Valle del Sacco) 재개발의 일환으로 "비식용 작물(식용이 아닌 작물)"에 대한 실험이 시작되었다. 작물은 바이오디젤용 해바라기와 보일러 바이오매스 전력용 포플러이다.
가축의 경우 환경위기로 인해 지역 내 모든 농장에서 가축이 도살되고 우유에 대한 건강보호가 파괴될 수밖에 없었다. 이후 농장은 소비자를 위한 수많은 보호 조치를 통해 반등했다.

## 산업
콜레페로의 개발은 수많은 화학 공장과 섬유가 추가된 폭발물 BDP(Bombrini Parodi Delfino)의 개장과 함께 처음부터 산업화로 연결되었다. 콜레페로의 산업 지역은 1000헥타르가 넘는 토지에 퍼져 있으며 대부분 Se.co.svim이 소유하고 있다.